# Осторп
Осторп (на шведски: Åstorp) е град в южна Швеция, лен Сконе. Главен административен център на едноименната община Осторп. Разположен е на 20 km от северния бряг на пролива Йоресун. Намира се на около 460 km на югозапад от столицата Стокхолм и на 20 km на север от Хелсингбори. ЖП възел. Населението на града е 9488 жители според данни от преброяването през 2010 г.